# Lößfurt

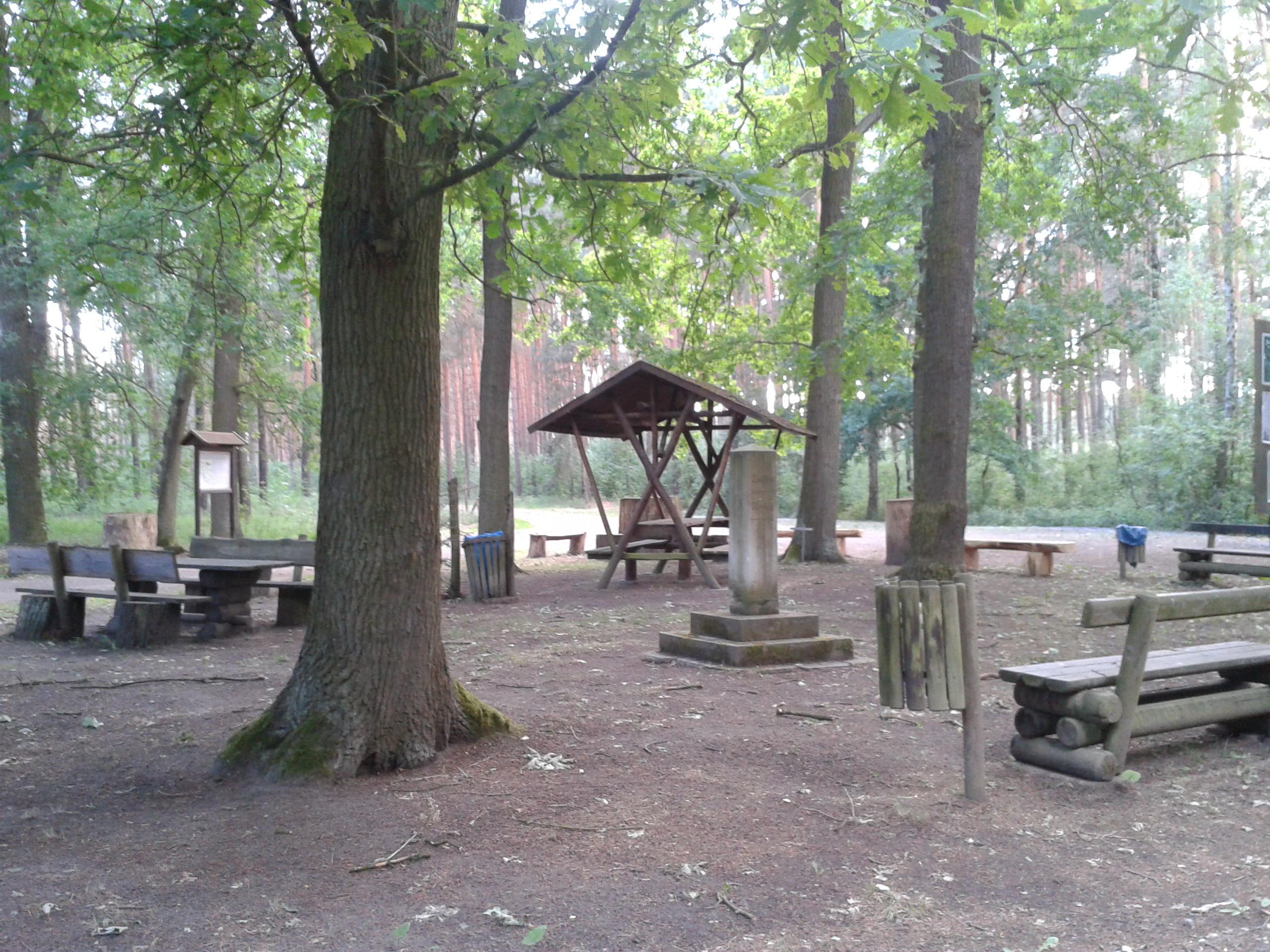
Lößfurt

Die Lößfurt (auch: Lößfurth) ist der Standort einer Postmeilensäule südlich des brandenburgischen Ortes Löhsten im Oberlauf des Petersgrabens mitten im Wald an einer Wegkreuzung. Sie gehört zu einer alten Handelsstraße nach Leipzig. 

## Geschichte

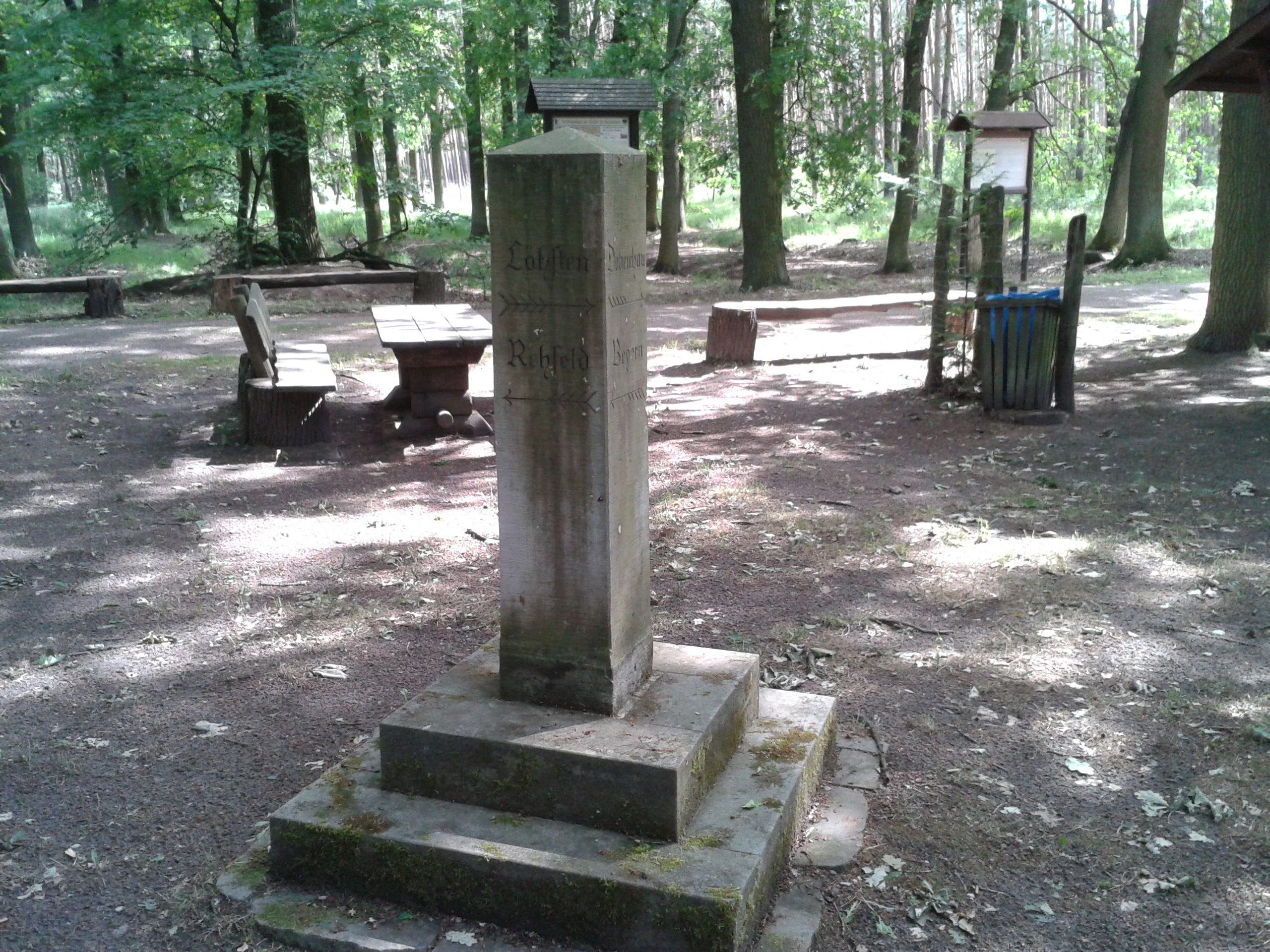
Nahaufnahme der Säule

Nach einem Erlass Augusts des Starken am 7. September 1724 mussten an stark frequentierten Straßen Postmeilensäulen aufgestellt werden. Die Säule, die einst an der Kreuzung an der Lößfurt stand, wurde nach der Wiedervereinigung umgefahren im Wald gefunden; ihr Sockel ist wohl in einer Sandsteinbrücke in Torgau verbaut worden. 1998 wurde die restaurierte Postmeilensäule wieder an der Lößfurt aufgestellt.

## Sagen
In den benachbarten vier Orten werden verschiedene Sagen über die Stelle erzählt, insbesondere eine über den Namen Lösfurth: Eine Prinzessin aus der einstigen Rabensburg, die im Waldgebiet um die Lößfurt gestanden haben soll, soll wie die übrigen Bewohner dieser Burg Freude daran gehabt haben, Menschen grundlos in den unterirdischen Verliesen der Burg einzusperren. Zur Strafe soll sie nach ihrem Tod keine Ruhe gefunden haben und zur Geisterstunde in dem Waldgebiet als weiße Frau umgehen. Ein Schmiedegeselle aus Löhsten, der nächtlicherweile von Rehfeld kam, soll mitternachts der Frau begegnet sein, die um Erlösung bat. Sie sei ihm mit dem Ruf „Los! Furt! Los! Furt!“ auf den Rücken gesprungen; daher habe die Stelle ihren Namen.
An der Lößfurt findet jedes Jahr zum Himmelfahrtstag ein Treffen von Einwohnern der vier Orte Beyern und Rehfeld (beide sind Ortsteile der Stadt Falkenberg/Elster im südbrandenburgischen Landkreis Elbe-Elster), Löhsten (Stadtteil von Herzberg (Elster) im Land Brandenburg) und Döbrichau (Ortsteil der Gemeinde Beilrode in Sachsen) statt.